# Pedro Bermúdez
Pedro Bermúdez (* 1558 in Granada, Spanien; † 1605 in Puebla de los Ángeles, Neu-Spanien) war ein spanischer Komponist von polyphonen Chorwerken für die katholische Liturgie.

## Leben
In seiner Kindheit sang er im Chor der Kathedrale von Granada, wo er als Lehrling von Domkapellmeister Santos de Aliseda aufwuchs. Es ist möglich, dass er bei dem großen Komponisten Rodrigo de Ceballos in der königlichen Hofkapelle Kompositionsunterricht nahm. 1584 wurde Bermúdez Kapellmeister in Antequera, ein Posten, den er zwei Jahre lang unter ständigem Druck des Kirchenvorstands ausübte, bis er aufgrund seiner mangelnden Lehrbereitschaft entlassen wurde. Zurück in seiner Vaterstadt, bekam er zunächst eine Teilbeschäftigung als Sänger in der Königlichen Kapelle.
Im Jahr 1595 wurde er von dem gerade ernannten Bischof von Cuzco, Peru, eingeladen, die musikalische Leitung der Kathedrale zu übernehmen. Nach langer Reise über den Atlantik, traf er 1597 in Cuzco ein, wo er das Amt des Kapellmeisters übernahm. Nach nur sieben Wochen jedoch reiste er weiter und kam 1598 in Santiago de Guatemala (heute Antigua Guatemala) an. Hier ließ er sich nieder, betreute die Musik der Kathedrale und komponierte den Großteil seines erhaltenen Werkes.
Er blieb bis 1603 in Guatemala, als der Vorstand der Kathedrale von Puebla de los Ángeles in Neu Spanien ihn durch ein weit höheres Gehalt anlockte. Bermúdez nahm das Angebot an und begab sich nach Puebla, wo er nurmehr ein Salve Regina komponieren konnte und danach plötzlich starb. Sein Nachfolger wurde Gaspar Fernandes.

## Werke
| - Vidi aquam - Missa de Bomba - Invitatorium in natali domini a 4 - Invitatorium in natali domini a 8 - Invitatorium in natali domini a 5 - Invitatorium in resurrectione domini a 5 - Invitatorium in resurrectione domini a 4 - Lumen ad revelationem gentium a 5 - Lumen ad revelationem gentium a 6 - Jesu redemptor omnium a 4 (Tu lumen) - Crudelis Herodis (Ibant magi) a 5 - Jesu nostra redemptio a 4 - Veni creator spiritus a 5 - Tu septiformis munere a 7 - Pange lingua a 4, 5, 6 - Tantum ergo sacramentum a 6 - Janitor caeli (Aurea luce) a 4 - Doctor egregiae (Defensor al) a 4 - Ut queant laxis a 4 | - Defensor alme a 4 - Maria soror Lazari a 4 - Qui pius prudens (Iste confessor) - O gloriosa Domina - Miserere mei Deus - Missa de Feria a 4 - Passio a 4 - Miserere mei Deus - Miserere mei Deus - Lamentatio a 4 - Lamentatio a 4 - Salve a 4 - Salve de contraltos a 4 - Salve a 5 - Salve a 6 - Psalm “In tribulatione” - Psalm “Qui habitat” - Psalm “Quoniam ipse” |